# 마카오 타워

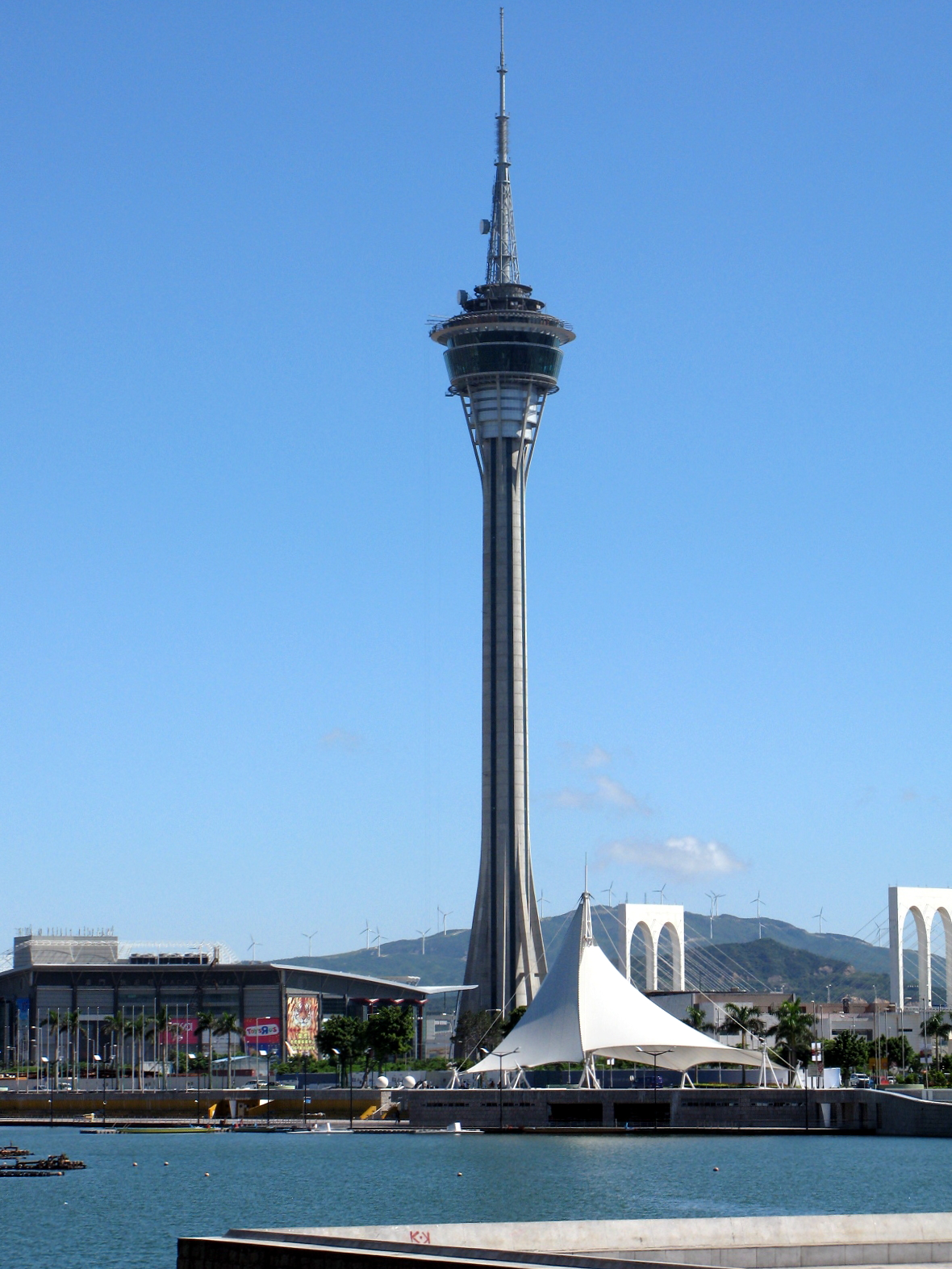
마카오 타워

마카오 타워 컨벤션 & 엔터테인먼트 센터(중국어: 澳門旅遊塔會展娛樂中心, 포르투갈어: Centro de Convenções e Entretenimento da Torre de Macau, 영어: Macau Tower Convention & Entertainment Center) 또는 간단히 마카오 타워(중국어: 澳門觀光塔 또는 중국어: 觀光塔, 포르투갈어: Torre de Macau, 포르투갈어: Macau Tower)는 마카오에 위치한 타워이다. 지상에서 가장 윗부분까지 총 높이는 338m이다. 타워 내에는 전망대, 레스토랑, 영화관, 쇼핑몰 등이 설치되어 있으며, 외연을 둘러 볼 수 있는 '스카이워크 X'라는 투어도 있다. 타워의 233m 지점에서 세계에서 가장 높은 번지 점프를 할 수 있다.

## 같이 보기
- 스카이 타워 (오클랜드)